# Deepspot

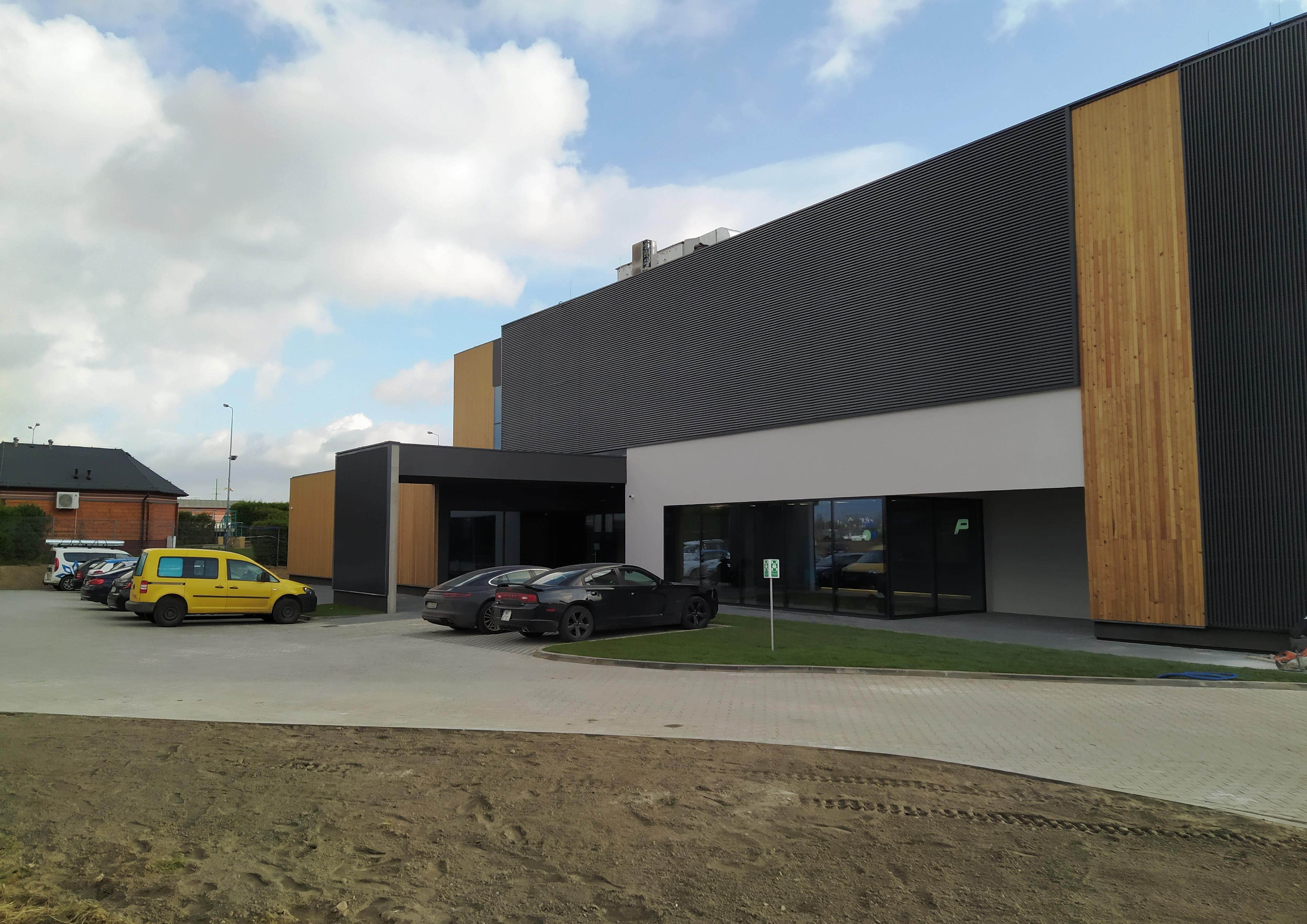
Deepspot

Deepspot是位於波蘭日拉爾杜夫縣姆什喬努夫的潛水池，它於2020年12月開放。水深45.5米，水容積達8000立方公尺，可供遊客潛水探索以及運動員潛水訓練。Deepspot內有人造水下洞穴、玛雅文明遗迹和一艘小沉船。Deepspot建成時為全球最深的潛水池。於2021年6月开放的深度為60公尺的Dive Dubai水池建成并取代Deepspot成為世界最深潛水池。